# Thyridachne
Thyridachne là một chi thực vật có hoa trong họ Hòa thảo (Poaceae).

## Loài
Chi Thyridachne gồm các loài: